# Helt nära dig – Ted Gärdestad: Samlade album
Helt nära dig – Ted Gärdestad: Samlade album är en samlingsbox som innehåller remasterversioner av Ted Gärdestads utgivna studioalbum samt en CD med spåren från I'd Rather Write A Symphony....

## Listplaceringar
| Lista (2009–2010) | Listplacering |
| ----------------- | ------------- |
| Sverige           | 12            |

### Fotnoter
1. ↑  ”Helt nära dig” (på engelska). Swedishcharts. 13 mars 2009. https://swedishcharts.com/showitem.asp?interpret=Ted+G%E4rdestad&titel=Helt+n%E4ra+dig+%2D+Samlade+album&cat=a. Läst 19 december 2018.